# ニコール＝レイヌ・ルポート

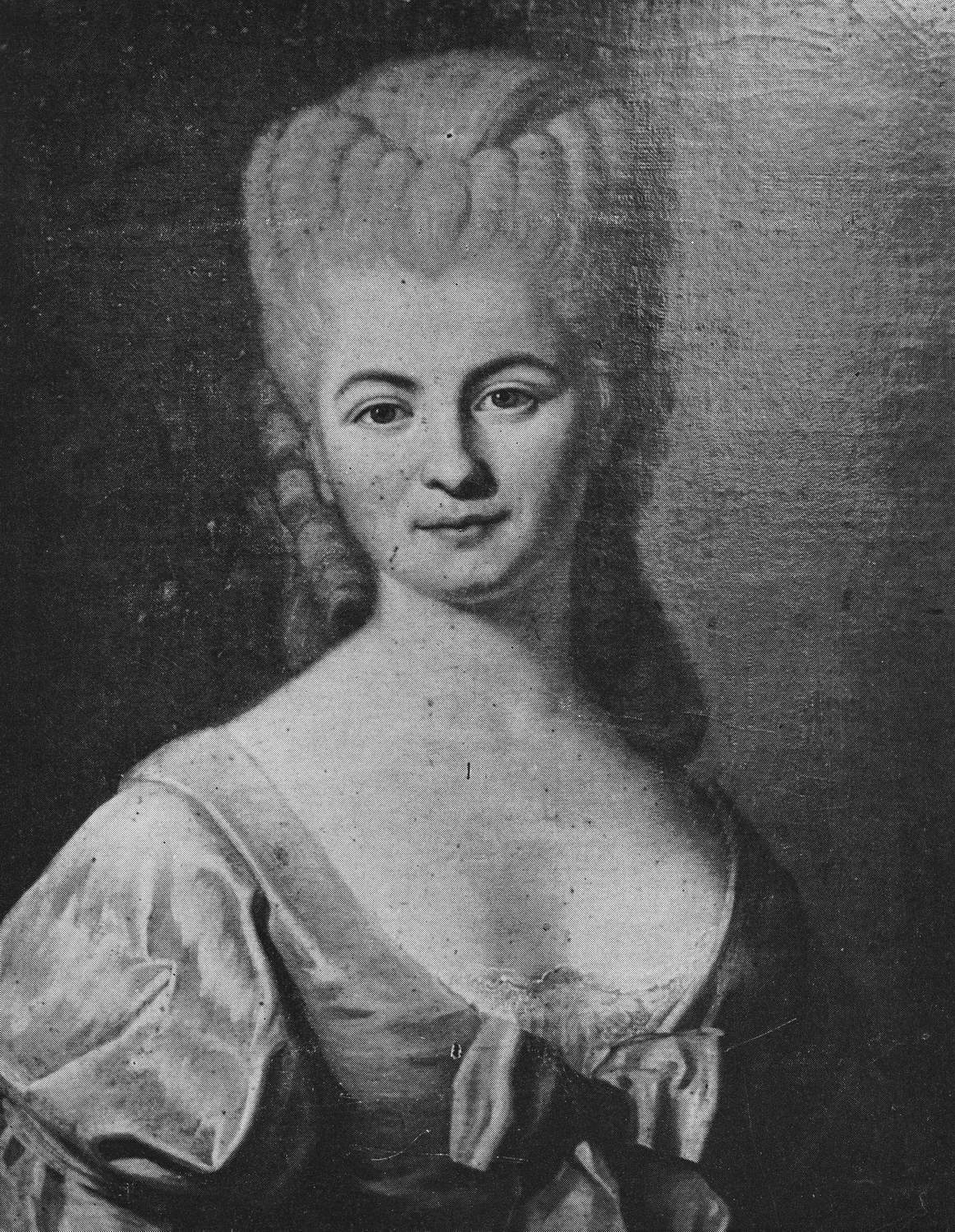
Nicole-Reine Lepaute

ニコール＝レイヌ・ルポート（Nicole-Reine Lepaute 、旧姓 エタブル Étable、; 1723年1月5日 – 1788年12月6日）はフランスの天文学者、数学者である。アレクシス・クレローのもとで彗星の回帰時期の計算を行った。日食の予測の計算を行ない、星表の編纂に従事した。小惑星(7720) ルポートに命名されている。月面クレータールポートに命名されている。

## 生涯
パリのリュクサンブール宮殿で働く従者（valet）のジャン・エタブルの娘として生まれた。1749年に時計職人のジャン・アンドレ・ルポートと結婚した。夫とともに天文観測用の時計を組み立てた。1753年に、時計はフランス科学アカデミーに納入され、天文学者のジェローム・ラランドによって、評価された。ラランドの推薦によって木星と土星の摂動を考慮したハレー彗星の回帰時期を計算していたアレクシス・クレローのもとで働くことになった。クレローのチームは1758年11月に、ハレー彗星の回帰は1759年4月13日と予想した結果を発表し、実際の回帰は5月13日であったが予測に近いと評価された。ルポートの功績をクレローは示さなかったが、ラランドがルポートの功績を示す記事を書いた。
1759年にラランドのチームに再び加わり、金星の日面通過の計算に参加した。この業績の彼女の貢献も明文化されなかったが、ルポートはベジエの科学アカデミーの名誉会員に選ばれた。
1762年に、1764年4月1日の日食の予測時間の計算を行い、ヨーロッパの各地での食の時間を15分きざみで示した図を示す記事を「時の知識」"Connaissance des temps""に発表した。星表を作成するグループを作り、1774年から1784年の間の天体暦を計算した。
1767年から10年間、重病となった夫の看護を行い、この看護によって自らの健康をそこねた。